# São Roque do Canaã
São Roque do Canaã è un comune del Brasile nello Stato dell'Espírito Santo, parte della mesoregione Central Espírito-Santense e della microregione di Santa Teresa.

## Storia
I primi coloni furono immigrati italiani che nel XIX secolo, tra il 1837 e il 1880, discesero la Valle del Canaã, provenendo da Santa Teresa, e si stabilirono sulle rive del fiume Santa Maria do Rio Doce. Oggi il luogo ospita la Cappella di Nostra Signora delle Grazie. Nel 1883 crearono un oratorio su un terreno donato da João Dalla Bernardina, dove ora sorge la Chiesa Madre. La parrocchia, tuttavia, è stata creata ufficialmente solo il 16 agosto 1954.
Nella piazza della Chiesa Madre di São Roque, si sono svolti per quasi trent'anni gli spettacoli del Teatro Popular Sacro chiamati: Vida, paixão e morte de Jesus Cristo. Nel 1971 verrà realizzato il film A Vida de Jesus Cristo con la presenza di artisti nazionali come Fernanda Montenegro e Angelito Mello.